# Riassicurazione

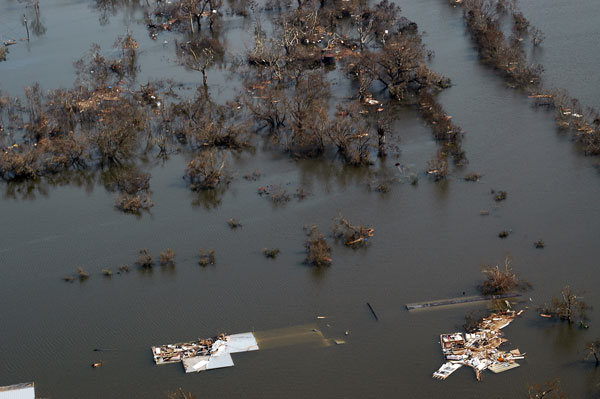
L'uragano Katrina provocò danni assicurativi per decine di miliardi di dollari

La riassicurazione è uno strumento di cui si servono le compagnie di assicurazione per assicurarsi a loro volta. È possibile, infatti, che esse non dispongano dei mezzi necessari ad indennizzare gli assicurati per disastri legati ad eventi di grandi dimensioni (catastrofi naturali, danni a catena, ecc.).
In poche parole, la riassicurazione è l'assicurazione sull'assicurazione. Si tratta di uno strumento di primaria importanza per conferire stabilità al sistema finanziario globale. È certo che nessuna compagnia di assicurazione, anche la più grande, può fare a meno in toto della riassicurazione.
È importante notare che il rapporto fra assicuratore e riassicuratore non coinvolge l'assicurato: questi nella maggioranza dei casi non sa nulla del rientro del proprio rischio nel rapporto fra il suo assicuratore primario e il riassicuratore ella compagnia che si assume una quota del suo rischio.

## Esempio
In seguito ai danni provocati da fenomeni di maltempo, moltissimi assicurati si rivolgono contemporaneamente alla loro compagnia per ottenere un indennizzo. Quest'ultima potrebbe trovarsi in difficoltà, ma dispone di un contratto di riassicurazione; una volta verificatosi il sinistro, si farà aiutare dal riassicuratore a pagare i danni, in modo tale da far fronte a tutti i suoi obblighi contrattuali e ridurre così il rischio di un fallimento.
Per potersi riassicurare, la compagnia interessata deve versare un premio al riassicuratore: in tal modo va incontro a spese aggiuntive che potrà, almeno in parte, cercare di scaricare sui premi dei propri assicurati. Talvolta, inoltre, il maggiore grado di sicurezza permetterà alla compagnia assicuratrice di stipulare contratti più rischiosi, reclutando così dei clienti che senza una copertura esterna sarebbe costretta a rifiutare. L'assicurato, dal canto suo, beneficia di un minor rischio di insolvenza da parte del suo partner contrattuale, sia pure non conoscendo la compagnia riassicuratrice coinvolta, né la quota a lei ceduta dal proprio assicuratore.
Chiaramente, il riassicuratore fornirà un indennizzo solo parziale, da calcolare in base al contratto stipulato con il partner (che chiamiamo assicuratore di "primo grado").

## La ripartizione internazionale e intersettoriale del rischio
In caso di catastrofi regionali o guerra è importante che la probabilità di danni incalcolabili a carico di singole compagnie e di singole aree geografiche venga ridotta ripartendo il rischio tra varie compagnie. 
I giri di affari delle varie società di assicurazione sono quindi collegati tra di loro tramite le compagnie di riassicurazione, raggiungendo così una certa diversificazione del rischio dal punto di vista geografico. Infatti, non avrebbe senso parlare di un vero e proprio mercato riassicurativo canadese, italiano o turco: si tratta invece di un ramo dell'economia mondiale. Il sistema conferisce anche stabilità ai diversi settori economici, dato che vengono anch'essi legati indirettamente tra di loro tramite le compagnie di riassicurazione.

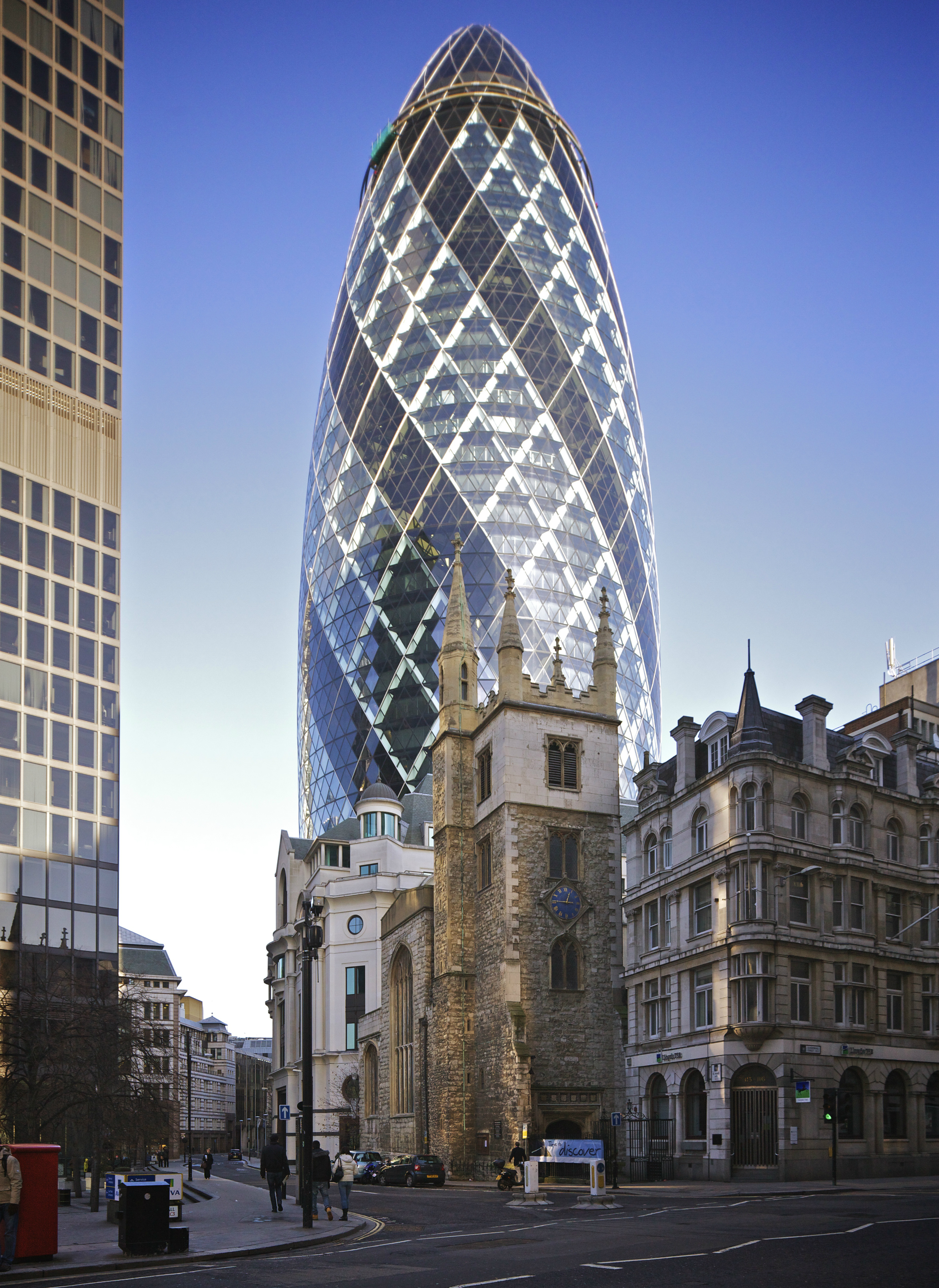
Per ovvie ragioni, la rete globale delle riassicurazioni non garantisce un'ammortizzazione dei rischi omogenea in tutto il pianeta: nel 2009, la domanda proveniva per il 47% dall'America del Nord, continente notoriamente ben sviluppato e afflitto da frequenti catastrofi naturali; seguiva l'Europa con il 38%; Asia e Australia richiedevano insieme solo il 9% a livello mondiale, mentre il resto del mondo si fermava al 6%. Nella foto: 30 St Mary Axe, sede londinese della Swiss Re

Dal canto suo, anche il riassicuratore può limitare i rischi riassicurandosi a sua volta, mentre i singoli assicuratori diretti possono stipulare contratti simultanei con diverse compagnie di riassicurazione.
In tal modo viene a formarsi una rete che si estende su tutti i continenti. Questa garantisce una certa continuità all'intero settore assicurativo e finanziario del pianeta, ripartendo tra le compagnie di diversi settori economici e di diversi paesi quelli che sono i rischi esterni più insidiosi. Secondo un'inchiesta, nel 2018 il volume d'affari riassicurativo aveva superato i 250 miliardi di dollari statunitensi.

## Società riassicuratrici
Nel mondo occidentale, il ramo della riassicurazione a opera di ditte professionali si è pienamente sviluppato a metà dell'Ottocento in seguito all'industrializzazione. Oggi, tra le maggiori compagnie mondiali vanno certamente ricordate Munich Re, con sede a Monaco di Baviera e Swiss Re, con sede a Zurigo. Poco dopo il 2000, la holding americana Berkshire Hathaway ha acquisito dei pacchetti azionari di entrambe le società. Altissima è la concentrazione di compagnie riassicurative nelle isole Bermuda, grazie alle condizioni fiscali molto favorevoli colà applicate.
Nel caso ideale, la compagnia di riassicurazione è caratterizzata da grandi dimensioni, sicché il mercato avrebbe ormai sviluppato una sorta di oligopolio controllato da pochi colossi. Studi recenti arrivano alla conclusione che il numero ideale di compagnie riassicuratrici corrisponda alla radice quadrata del numero di compagnie di assicurazione di primo grado che operano sul mercato.
Tuttavia, non esiste un confine netto tra compagnie assicuratrici primarie e società riassicuratrici; accanto alle compagnie di riassicurazione "professionali" come quelle menzionate, si affermano con il tempo anche le cosiddette società di riassicurazione captive, che sono controllate da gruppi aziendali di notevoli dimensioni e quindi dal giro d'affari molto ampio. In tal caso, beneficiano della riassicurazione solo le compagnie che rientrano nel gruppo. Inoltre, senza fare ricorso alle aziende riassicuratrici, varie compagnie assicurative possono formare un pool di imprese per ripartire reciprocamente i loro rischi seguendo convenzioni proprie.

## Il contratto di riassicurazione
Si tratta di un contratto di assicurazione di secondo grado con caratteristiche proprie. Il riassicurato è una persona giuridica, il che non deve verificarsi necessariamente nel caso del contratto di assicurazione tradizionale. L'assicuratore diretto però in genere non "cede" al riassicuratore la singola polizza, ma un "portafoglio" di polizze, cioè un insieme di polizze che fanno parte di un gruppo omogeneo di rischi: può trattarsi di tutte le polizze di un determinato ramo o di una parte di esse caratterizzate da elementi omogenei. In questi casi il contratto di riassicurazione che interessa quel tipo polizze si chiama "trattato" e dura generalmente un anno, dopo di che può essere rinnovato per un altro anno e così via, alle stesse condizioni o a condizioni modificate in base a una trattativa tra assicuratore e riassicuratore. Il riassicuratore in genere, soprattutto nel gran numero di casi in cui viene riassicurato un intero portafoglio, è in realtà un pool di compagnie di riassicurazione, ciascuna delle quali partecipa con una propria percentuale al rischio, ricevendo il premio dovuto dal riassicurato pro quota, e partecipando al pagamento dei sinistri eventuali nella medesima percentuale. La formazione di questo pool avviene o per iniziativa del broker che intermedia l'operazione di riassicurazione, o per iniziativa del riassicurato stesso, che si fa carico di cercare le compagnie disposte ad accettare il rischio. In corrispondenza al ricevimento del premio il riassicuratore riconosce sulla cessione del rischio una provvigione che, se il trattato è stato stipulato con l'intermediazione di un broker, va in parte a quest'ultimo, mentre in caso di trattativa diretta va in toto al cedente. I rapporti finanziari fra le due parti vengono in genere gestiti con un sistema a conto corrente il cui saldo viene materialmente pagato dalla parte risultante debitrice una volta l'anno. Ai fini fiscali, in Italia, il bilancio dell'attività riassicurativa viene chiuso il 30 settembre dell'anno successivo a quello cui si riferisce, ciò a causa della complessità gestionale e degli inevitabili ritardi di contabilizzazione di queste partite. 

### Riassicurazione attiva e passiva tra le parti
Operano una sorta di cessione di obblighi e diritti due parti contrattuali: nella riassicurazione, la polizza è un contratto stipulato unicamente tra una compagnia di assicurazioni e il suo riassicuratore, senza che i clienti della prima ne siano direttamente coinvolti.
- Le compagnie assicurative semplici assumono il ruolo di "cedenti".
- Esse passano una parte dei loro diritti e obblighi (premi e rischi) alla compagnia riassicurativa, la  "cessionaria".

Al cliente privato dovrà comunque rispondere il suo assicuratore e non il (o i) riassicuratore.
Talvolta è una compagnia di prima assicurazione a poter fornire, nei suoi limiti, il servizio di riassicurazione (si ricorda peraltro che diverse compagnie di riassicurazione, come il gruppo Munich Re, possono anche offrire un'assicurazione di primo grado).
Sempre considerando il contratto come un atto di cessione, si usa questa terminologia per indicare i due ruoli previsti dal contratto:
- La riassicurazione "attiva" indica l'atto di assumersi i rischi in riassicurazione
- La riassicurazione "passiva" designa il fatto di cederli.

L'atto può essere reciproco, come nel caso di un pool di aziende che si riassicurano a vicenda.

### Riassicurazione obbligatoria e facoltativa
La distinzione riguarda i rischi assicurati, dunque l'oggetto del contratto:
- La riassicurazione è "obbligatoria" se riguarda un gruppo di rischi ("portafoglio") organico, che la Compagnia cedente si è assunta l'obbligo di cedere in toto.
- Essa è "facoltativa" se copre rischi isolati o semplicemente se il trattato di riassicurazione prevede la possibilità per la compagnia cedente di escludere singole polizze dalla cessione.

Nel caso della riassicurazione obbligatoria, il riassicuratore non può rifiutarsi di assumere i rischi del tipo previsto dal trattato; quella facoltativa è invece una variante da raggiungere dopo complesse trattative.
Vi sono tuttavia trattati, detti FACOB (acronimo di "facoltativo/obbligatorio"), in cui la cessione di singole polizze del tipo previsto dal trattato può non essere effettuata dall'assicuratore diretto mentre il riassicuratore non può rifiutarsi di accettare alcuna delle polizze di quel tipo propostegli dalla cedente.

### Riassicurazione proporzionale e non
Per quanto riguarda la somma di indennizzo:
- L'assicurazione si dice "proporzionale" se i premi e gli eventuali risarcimenti si calcolano secondo la stessa percentuale (esemplificando: la compagnia riassicuratrice potrebbe accollarsi la metà del rischio e percepire la metà dei premi).
- Si chiama invece "non proporzionale" se il risarcimento segue regole più complesse, per esempio se avviene solo a partire da una soglia minima, sotto la quale il cedente si accolla il danno; la soglia, chiamata "ritenzone netta" (in inglese priority), è in altre parole la quota di rischio che l'assicuratore diretto conserva per sé a mo' di franchigia.

Sia l'una che l'altra possono essere di diverse tipologie in base alle varie formule matematiche, più o meno complesse, con cui va calcolato il risarcimento (famosi sono i due modelli chiamati excess of loss e stop loss, entrambi non proporzionali).

### Riassicurazione e retrocessione
Oltre all'assicurazione di secondo grado qui esposta (la riassicurazione in senso stretto), può svilupparsi un contratto di terzo grado:
- Quando il riassicuratore si riassicura a sua volta si parla di "retrocessione".[1]
- Egli verrà chiamanto "retrocedente", mentre il partner che si accolla i rischi sarà nel ruolo del "retrocessionario".

Si tratta in altre parole di una "assicurazione dell'assicurazione dell'assicurazione".